# Zagreb Indoors 2009
Lo Zagreb Indoors 2009, noto anche come PBZ Zagreb Indoors per motivi di sponsorizzazione, è stato un torneo di tennis giocato sul cemento indoor nella categoria ATP World Tour 250 series nell'ambito dell'ATP World Tour 2009.
È stata la 6ª edizione dello Zagreb Indoors. Si è giocato a Zagabria in Croazia dal 2 all'8 febbraio 2009.

## Campioni

### Singolare
Marin Čilić ha battuto in finale  Mario Ančić con il punteggio di 6–3, 6–4

### Doppio
Martin Damm /  Robert Lindstedt hanno battuto in finale  Christopher Kas /  Rogier Wassen con il punteggio di 6–4, 6–3